# Bill Chambers (fútbol americano)
William Joseph Chambers (17 de octubre de 1923-29 de septiembre de 1983) fue un jugador de fútbol americano en la posición de liniero ofensivo en la All-America Football Conference (AAFC). Jugó dos temporadas para los New York Yankees (1948-1949). Jugó a nivel universitario para Alabama, Georgia Tech y UCLA.

## Información profesional
Universidades:
- Alabama Crimson Tide footballlabama
- Georgia Tech Yellow Jackets football
- UCLA Bruins football

Posición: Guardia
- Draft de la NFL: 1945 / Ronda: 13 / Selección: 129 (por las Águilas de Filadelfia)

Historia de Carreras
- Yankees de Nueva York (AAFC) (1948-1949)

Aspectos destacados y premios de su carrera
- Primer equipo All-PCC (1947)
- Segundo equipo All-PCC (1946)

Estadísticas de carrera en la NFL
- Juegos jugados: 25
- Juegos iniciados: 2